# Оукриџ (Орегон)
Оукриџ (енгл. Oakridge) град је у америчкој савезној држави Орегон.

## Демографија
По попису из 2010. године број становника је 3.205, што је 57 (1,8%) становника више него 2000. године.
| Група             | 2000.         | 2010.         |
| Белци             | 2.843 (90,3%) | 2.818 (87,9%) |
| Афроамериканци    | 10 (0,3%)     | 31 (1,0%)     |
| Азијати           | 8 (0,3%)      | 18 (0,6%)     |
| Хиспаноамериканци | 158 (5,0%)    | 172 (5,4%)    |
| Укупно            | 3.148         | 3.205         |